# Alógenes

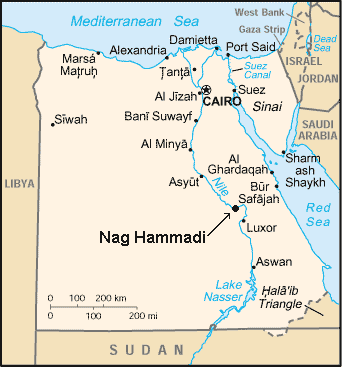
Ubicación del sitio arqueológico Nag Hammadi, donde se encontró (entre otros) el texto del Alógenes.

Se denomina Alógenes (ἀλλογενὴς) al tercer tratado del códice 11 de Nag Hammadi (NHC 11.45-69). Forma parte de los evangelios apócrifos.
Alógenes significa ‘de otra raza, extranjero’ (literalmente al-lo: ‘otro, distinto’, y genēs: ‘raza, familia, nación’).
Esta es la copia sobreviviente principal, aunque hay muchas líneas perdidas.
También sobrevive un fragmento pequeño en el códice Tchacos, que se descubrió recientemente, que puede ser útil para llenar algunas lagunas.

## Texto
El texto es un apocalipsis que trata de las ‘revelaciones’ que supuestamente recibió el extranjero Alógenes de parte de seres divinos gnósticos.
Alógenes describe cómo superó el miedo y la ignorancia, y ascendió a la esfera esotérica del Dios de los Gnósticos.
El tratado se divide en dos partes. La primera consiste en seis (o cinco) revelaciones de Youel. La segunda parte describe una visión apocalíptica, explicada por entes divinos. Al final el vidente recibe las sólidas instrucciones para escribir un libro sobre lo visto y oído.

## Historia
Este tratado pertenece a una corriente gnóstica desarrollada probablemente en Occidente después del 220 ec, ya que es desconocida por los padres de la Iglesia cristiana San Ireneo e Hipólito, quienes combatieron el gnosticismo.
El original griego fue compuesto de manera verosímil en alguna parte del Mediterráneo oriental, quizás Alejandría, hacia el año 240, para acabar luego en Roma a mediados del siglo III, donde fue leído y confrontado en la escuela de Plotino. De ahí su importancia para la historia del gnosticismo y del platonismo.
Hacia el año 300, Porfirio, en su Vida de Plotino, declara que el filósofo aprendió acerca de algunos gnósticos que produjeron textos apocalípticos:
Zoroastro,
Zostriano,
Nicoteo,
Mesos
y otros.
La mayor parte de los especialistas piensan que los tratados Alógenes y Zostriano (hallados en el códice de Nag Hammadi, NH 11.3 y 8.1) deben identificarse con las revelaciones mencionadas por Porfirio.

## Platonismo
ghu
El Allógenes pertenece a un conjunto de escritos bajo la denominación de tratados platónicos setitas, que comprenden los dos tratados conocidos por Porfirio, las Tres Estelas de Set (NH 7.5) y Marsanes (NH 10). Estos cuatro tratados dividen una metafísica y una ontología características en Plotino y los neoplatónicos tardíos, así como de ciertos medioplatónicos nacientes. Las particularidades lingüísticas y las numerosas dificultades que presenta el texto copto de El extranjero indica que se trata probablemente de un trabajo compuesto originalmente en griego y traducido con gran dificultad al idioma copto debido a la cantidad de tecnicismos metafísicos.
- Datos: Q2118802